# Искусственный ротанг

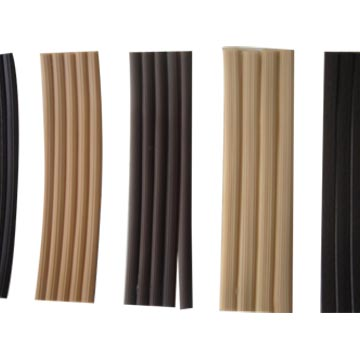

Искусственный рота́нг, синтетический ротанг, полиротанг или техноротанг — синтетическое волокно, заменитель натурального ротанга. Впервые начал использоваться в начале 1950-х в Индонезии. Иногда встречается под названием хуларо (англ. Hularo).

## Изготовление

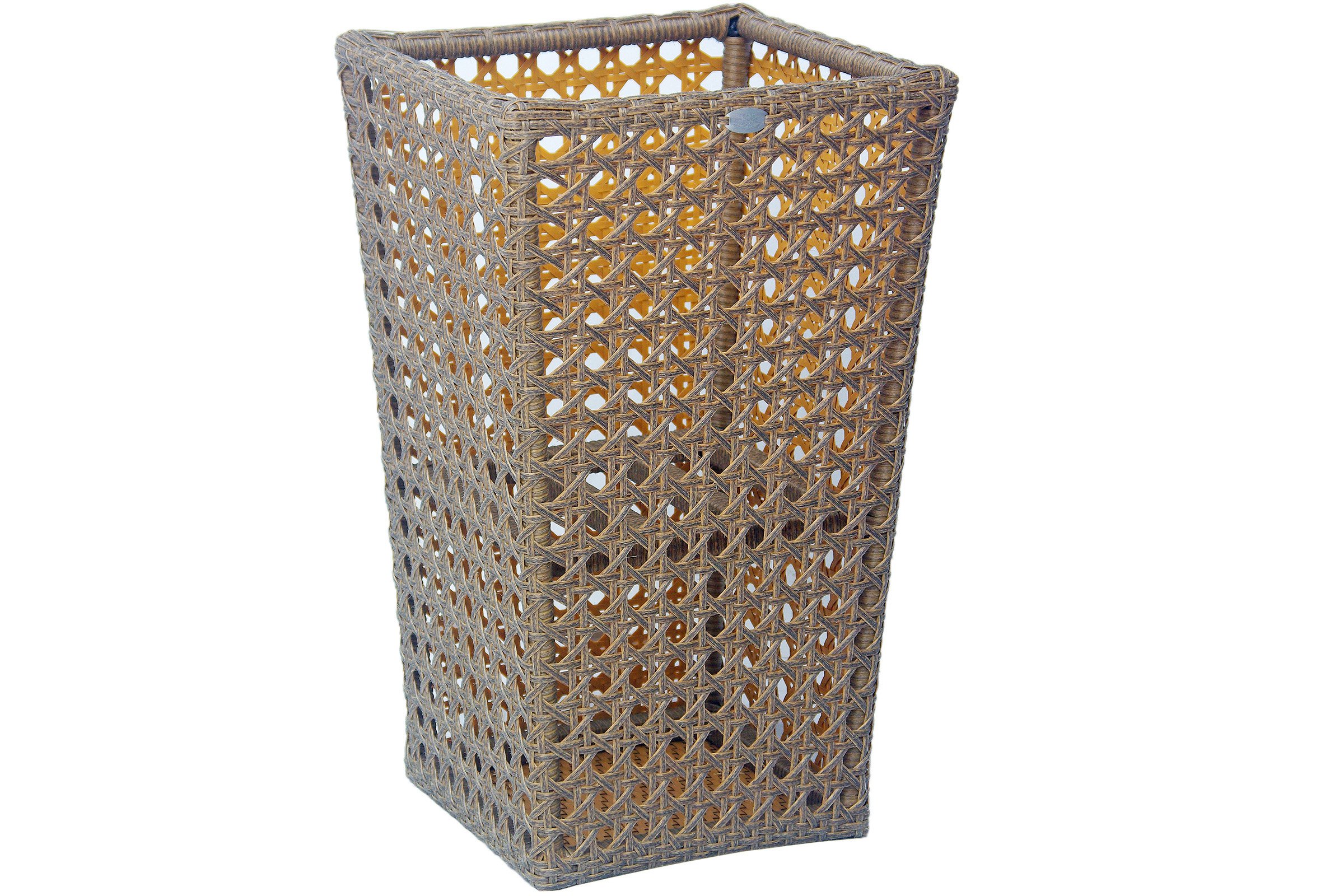
Корзина из искусственного ротанга

Искусственный ротанг изготовляется методом экструзии и представляет собой пластиковую ленту, которая может быть различной длины и ширины. Лента может иметь различную текстуру и цвет. Искусственный ротанг поставляется в бобинах. Мерой количества принято считать килограмм. В качестве исходного сырья в основном используется полиэтилен и каучук с различными добавками.
Как правило, искусственный ротанг выпускается в трех модификациях:
- В виде прута.
- В виде полумесяца.
- Имитации древесной коры.
- Полоса различной ширины с текстурой и без.

Искусственный ротанг в виде прута — пластичные или твёрдые круглые волокна из полимера (в зависимости от производителя). Выпускается разной толщины; наиболее распространённые размеры — 2.0, 2.2, 2.7, 3.0, 4.0 мм.
Имитация древесной коры — полукруглые, профилированные полиэтиленовые волокна. Такая модификация содержит дополнительные профили:
1. плоский овальный полукруглый
2. Овал

Наиболее распространенные размеры — 4.0, 5.0, 6.0, 7.0, 8.0, 12.0 мм.
Полосы с текстурой — плоское, прямоугольное ПВХ-волокно. Наиболее распространенные размеры — 6.0, 7.0, 8.0, 10.0, 12.0 мм.

## Характеристики
В отличие от натурального ротанга, искусственный ротанг:

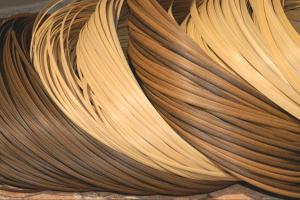

- устойчив к влаге и ультрафиолетовому излучению (устойчивость зависит от рецептуры);
- может быть повторно переработан;
- не нуждается в специальном уходе и хранении;
- может выпускаться с любыми вариациями текстуры и цвета.

## Применение
Применяется для изготовления мебели из искусственного ротанга. Как правило, такой мебелью оснащают веранды и террасы загородных домов, комнаты отдыха, бани, а также общественные заведения индустрии гостеприимства HoReCa.